# Peziza succosa
Peziza succosa је аскомицетна врста из фамилије Pezizaceae. До сада је научно идентификован 31 род и 230 различитих врста из ове фамилије а род Peziza броји око 100 различитих врста. P. succosa је космополитска и веома честа врста. Плодна тела су апотеције малих димензија. Карактеристична је по томе што на притисак испушта жуто млеко, али за врсте из рода Peziza неопходна је микроскопска анализа како би се идентификовала тачна врста.

## Макроскопски опис
Апотеција: млада плодна тела дубоко купулатне, касније отвореније и неправилно пехарасте, пречника 1-5(10) cm, сесилне (у основи немају дршку); маргина валовита, обично уврнута према унутрашњости. Ексципулум (спољашна страна плодног тела): бледожута до сивкаста или жућкастоокер, ка основи и на маргинама тамнија, гранулозна. Хименијум (унутрашњи део плодног тела): гладак, бледожућкаст до окер или боје слоноваче, увек је маслинасто-зелене нијансе и са жуто-наранџастим мрљама (остаци исушеног жутог млека), често слабо наборана посебно у средини пл. тела. Месо: танко, бледожуто, на притисак испушта жуто млеко, без посебног мириса и укуса.

## Микроскопски опис
Аскуси 200-330 x 12-15 μm, цилиндричне, са 8 спора, унисеријатне, оперкулатне, јако амилоидне на врху, у основи без крозијера. Парафизе 230-350 x 3-5 μm цилиндричне, филиформне, септиране (са преградама), апекс задебљен и декстриноидан. Споре 19-22 x 10-12 μm, елипсовидне, хијалинске, са 1 великом или 2 мање уљане капи најбоље видљиве у Луголовом раствору, површински имају истакнуту орнаментацију састављену од истакнутих брадавица, некада се додирују и спајају формирајући мале гребене, највидљивија у Памучно плавом. Медуларни ексципулум састављен је од глобозне ћелије пречника 20-50 μm формирајући тип хифалног ткива textura globulosa. Ектални ексципулум састављен је од густо испреплетених цилиндричних ћелија формирајући textura intricata.

## Екологија и хабитат
Териколна врста, расте на голом тлу на влажним местима. Раније сматрана за хумусни сапротроф али новија молекуларна истраживања сврставају ову врсту у ектомикоризни симбионт. Расте у групама, у листопадним и/или мешовитим шумама, шумским путевима, јаругама, поред потока, по ободу шума и углавном у сеновитим местима. Време раста: од пролећа до касне јесени.

## Сличне врсте
Плодна тела многих врста из овог рода имају жуто-окер боје и тешко је разликовати их без микроскопске анализе. Peziza succosella и P.michelii су врсте које такође испуштају жуто млеко када се плодно тело притисне или исече. P.michelii разликује се по томе што има хименијум са љубичастом нијансом, али P. succosella се према макро-морфолошким карактеристикама тешко разликује од P. succosa; микроскопија указује разлике у димензији спора и парафиза; P. succosella има мање споре, обично са 1. уљаном капи и шири апекс парафиза. 

## Јестивост
Јестивост врсте из рода Peziza је мало истражена, а код P. succosa води се углавном као непознат. Оскудни писани подаци наводе неколике пезизе међу којима и P. succosa које се у неким земљама, углавном на истоку, конзумирају за јело. Али плодна тела код већина врста из овог рода су крхка и имају мале димензије да би представљале изворе хране. 